# 후이 쿠스타 두스 산투스
후이 쿠스타 두스 산투스(브라질 포르투갈어: Rui Costa dos Santos)는 브라질의 경제학자이자 정치인으로, 2015년부터 2022년까지 바이아주 주지사를 지냈다. 소속 정당은 노동자당으로 루이스 이나시우 룰라 다 시우바 행정부의 대표적인 정책인 포미 제루와 보우사 파밀리아의 설계자 중 한 사람으로 알려져 있다. 그럼에도 불구하고 그는 노동자당 내부에서 우익 파벌을 대표하는 인사로 지우마 호세프 행정부 시절에는 복지 축소와 국영기업 매각 등 신자유주의 정책을 강행하여 비판과 반발을 샀다.